# Dalibor Chalupa
Dalibor Chalupa (27. ledna 1900 Letovice – 14. června 1983 Praha) byl český a moravský učitel, spisovatel, básník, dramatik, rozhlasový redaktor a esperantista. Psal básně a povídky, byl redaktorem a tajemníkem Československého rozhlasu v Brně.

## Život
Narodil se v rodině učitele Františka Chalupy (1865) a Růženy roz. Břenkové (1874–1952). Měl dva bratry: Mojmíra (1897) a Lubomíra (1903). S manželkou Vlastou roz. Horáčkovou (1909) měl dvě děti: Jiřího (1933) a Evu (1936).
V letech 1919–1930 byl učitelem v Měšťanské škole v Kounicově ulici v Brně. Spoluzakládal Literární skupinu a časopis Host, byl členem Moravského kola spisovatelů (1940–1948).
V letech 1930–1971 pracoval v rozhlase (do roku 1945 v Brně, poté v Praze). Pro rozhlas zdramatizoval Lazaretní vlak Adolfa Branalda a Pohádku máje Viléma Mrštíka. Psal rovněž teoretické statě o rozhlasové tvorbě. Od roku 1945 vytvářel zvukový archiv českých herců.

## Dílo
- Cristobal Colón: rozhlasový epos – František Kožík; hudba: Vilém Tauský; napsal úvodní poznámku. Brno: Joža Jícha, 1934
- Odborník mluví v rozhlase: co má vědět rozhlasový autor – napsali Josef Bezdíček, Josef Cincibus, Zdeněk Dopita, Jiří Haller, D. Chalupa, Ladislav Janík, Josef Kubálek, Vladimír Müller; uspořádal Josef Kubálek. Praha: Orbis, 1944
- Šťastný Nový Rok – D. Chalupa; Marie Vořechová. Brno: Družstvo Moravského kola spisovatelů, 1946
- Rozhlasové hry – napsal doslov. Praha: Orbis, 1965
- Rozhlasové hry – Ludvík Aškenazy ... et al. doslov Miroslav Stuchl; životopisné poznámky D. Chalupa. Praha: Svoboda, 1969

### Básně
- Brázda v duši – Brno: Družstvo Mor. Sl. Revue, 1920
- Duhové poledníky – Praha: Ústřední legio nakladatelství, 1927
- Promlčené výzvy – Brno: Moravská knihovna, 1940